# Augustinern 1 (Quedlinburg)

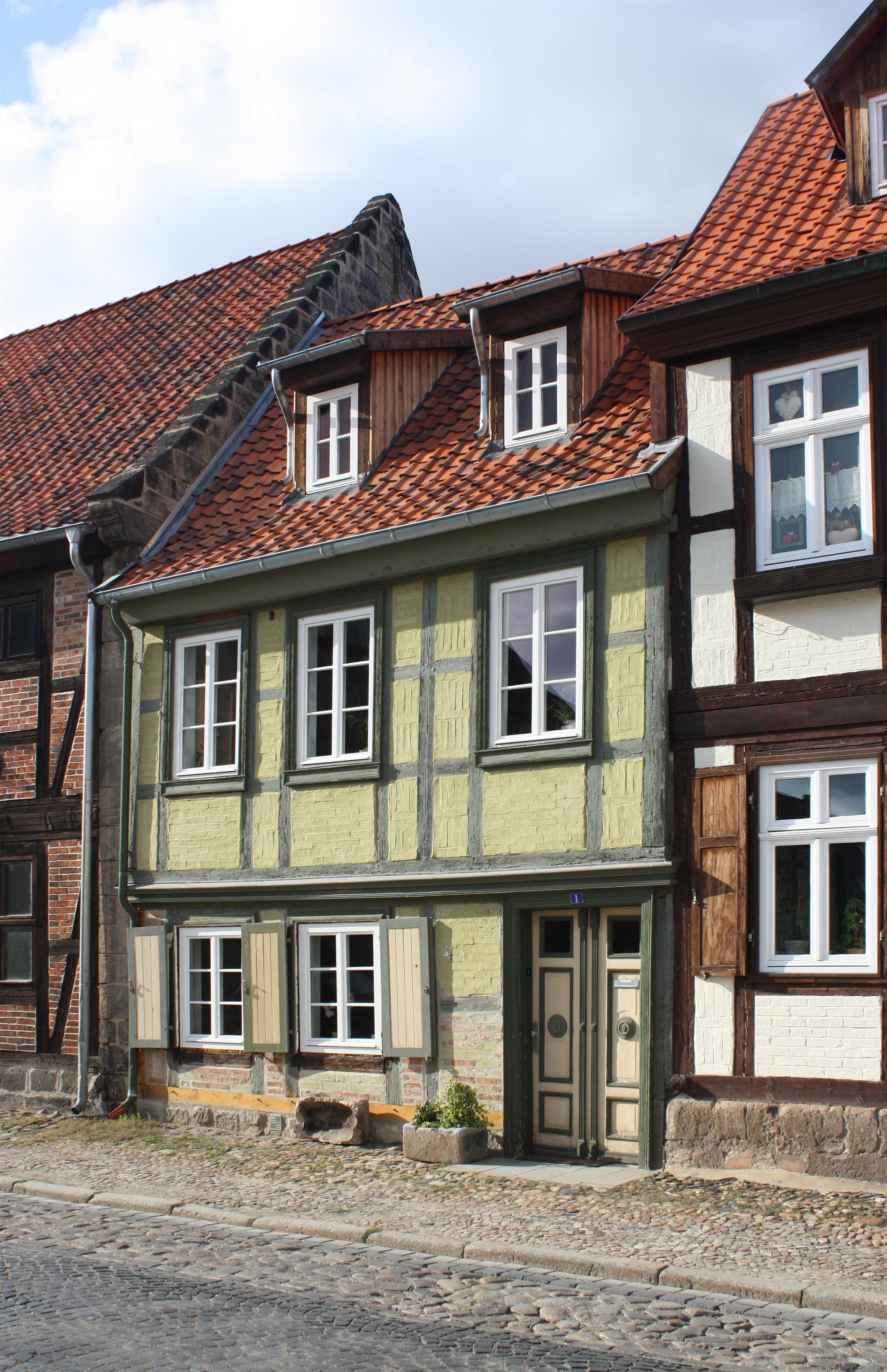
Wohnhaus Augustinern 1

Das Haus Augustinern 1 ist ein denkmalgeschütztes Gebäude in der Stadt Quedlinburg in Sachsen-Anhalt.
Es befindet sich im nördlichen Teil der historischen Quedlinburger Neustadt und gehört zum UNESCO-Weltkulturerbe. Im Quedlinburger Denkmalverzeichnis ist es als Wohnhaus eingetragen.

## Architektur und Geschichte

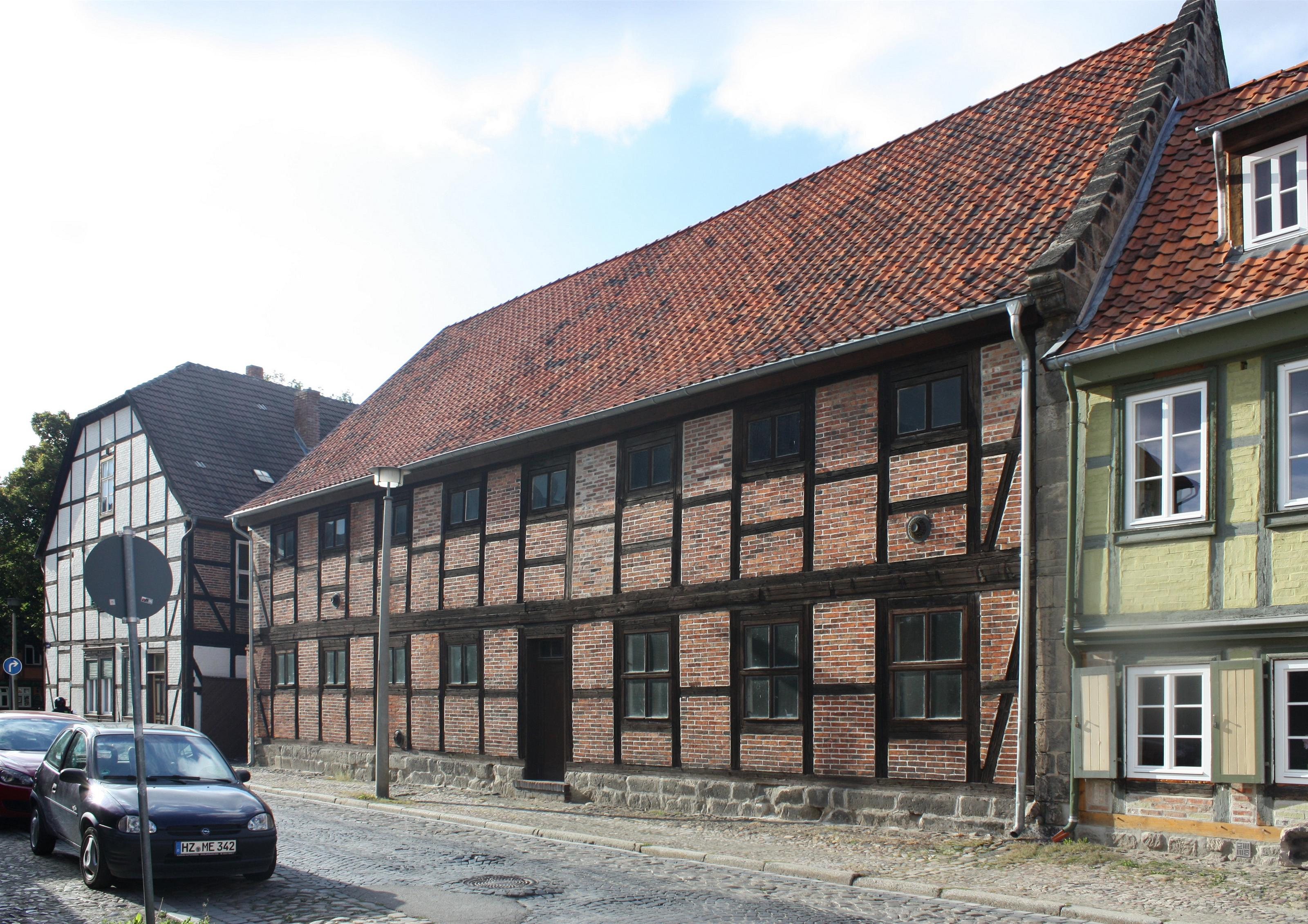
Gebäudeflügel

Das Vorderhaus des Anwesens entstand in der Zeit um 1800. Die Fassade des kleinen Fachwerkhauses ist schlicht gestaltet. Die Gefache sind mit Zierausmauerungen versehen. Darüber hinaus besteht ein Brüstungsbohle. Die Haustür entstand am Ende des 19. Jahrhunderts. Die Schlichtheit ist typisch für die Entstehungszeit. Zierausmauerung und Brüstungsbohle stellen sich als Anlehnung an ältere Bautraditionen dar.
Zum Anwesen gehört auch ein nördlicher und östlicher Hofflügel, die noch in ihrem ursprünglichen Erscheinungsbild vorhanden sind und eine seltene Form einer Hofbebauung darstellen.